# 하프라이프의 장소 목록
다음은 비디오 게임 시리즈 《하프라이프》에 등장하는 장소 목록이다.

## 하프라이프

### 젠
젠(XEN)은 태양계 외곽에 위치한 차원의 교차로이자 우주 정거장이다. G맨의 말에 의하면 '경계 지역(Border World)'이라는 명칭으로도 불린다.
젠은 일종의 우주 지하철 역이라고 할 수 있는 공간으로, 이곳을 통해 차원을 넘나드는 것이 가능하다. 하프라이프 스토리 작가인 마크 레이드로우는 젠을 '분쟁이 멈추지 않는 차원이동 출입구'라고 언급한 바 있다. 그의 발언인 '젠에는 토착종이 존재하지 않습니다.'라는 언급 또한 생각해볼 가치가 있다. 이러한 발언에서 추측해보면 젠에 사는 생명체들은 우주 전역에서 모여든 것이라는 사실을 알아낼 수 있다. 그렇지만 모든 종이 자의로 젠에 오게 된 것은 아니라고 보며 갑작스러운 사고로 인해 젠으로 순간이동된 종도 존재할 것이다.
환경적인 특징의 경우, 하프라이프: 블루 쉬프트의 주인공인 바니 칼훈이 아무런 산소 공급 장치 없이 젠으로 워프했음에도 호흡을 할 수 있었던 것으로 미루어 볼 때, 지구와 흡사하게 인간이 호흡할 수 있을만큼 적정치의 산소를 비롯한 기체가 분포하는 것으로 추측된다. 행성의 형태를 갖추지 않았지만 지구보다 약한 중력을 가지고있으며 곳곳에서 부유하는 땅덩어리를 볼 수 있다. 플레이어가 밟고 있는 대부분의 땅 또한 낭떠러지 위의 부유물인 것으로 보인다.
대공명 현상의 원인이 되기도 했던 젠 샘플과 같은 형태의 황금색 수정들이 여기저기서 보이고 블루 쉬프트에서 바니가 워프를 통해 젠으로 가서 좌표 중계소를 조작하는 것으로 보아, 사건 발생 이전에 젠의 존재에 대해 이미 감지했던 것을 알 수 있다.
또한 작중 등장한 젠으로 워프한 모든 주인공이 다른 H.E.V. 보호복을 입은 시체를 볼 수 있으며 이들 주변에서 보급품을 얻을 수 있다. 당연하겠지만, 헬멧의 착용으로 인해 신원은 파악이 불가능하다.

## 하프라이프 2

### 17번 지구
17번 지구(영어: City 17)는 가상의 도시이다. 동유럽에 위치해 있으며 지구에 있는 콤바인들의 본부가 위치해 있다. 하프라이프 2와 하프라이프 2: 에피소드 1에서 등장하여 게임의 주 무대 중 하나가 된다.
17번 지구는 대부분의 동유럽 건축 양식을 지닌 소련 해체 이후의 항구 도시의 모습을 하고 있다. 건축물은 대개 신고전주의 양식과 전후(戰後) 고전 양식, 소련의 모더니즘, 소련 해체 이후의 현대 양식을 지니고 있다. 콤바인들의 침략 이후에 그들은 시민들을 통제하기 위해 고유의 건축물들을 건설하였다. 또한 그들은 도시 곳곳에 시민들을 세뇌시키기 위한 대형 스크린을 설치하였다. 도시의 중앙에는 콤바인들의 본부인 요새인 시타델이 있다.
도시의 중심부에는 많은 저층 건물들이 있으며 이들 건물은 시민들의 거주 용도로 사용된다. 시민들은 대개 가난하게 살면서 시민 보호 기동대에게 감시받는다. 하지만 전력 공급은 계속되며 TV와 전등을 사용하는 것을 볼 수 있다. 감시인넥서스와 같은 몇몇 건물들은 콤바인들에 의해 도시를 통제하기 위한 시설들로 되었다.
콤바인에게 점령되기 전의 도시는 각종 시설들을 제공할 수 있는 대도시였다. 병원, 몇몇 카페와 식당, 사무용 건물, 지하 도로를 비롯한 각종 시설들이 존재하지만 대부분은 버려져 있다.
17번 지구의 외곽에는 몇몇 건물들과 공업 지역이 위치해 있다. 이들 지역은 철도와 운하를 통해 도시와 연결되어 있다.
17번 지구의 교통 시스템은 다양하다. 고속도로와 거리 뿐만 아니라 지하 도로 시스템을 갖추고 있다. 또한 몇 개의 철도가 17번 지구와 콤바인의 지배를 받는 다른 도시들을 연결해 주고 있고, 노면 전차를 위한 레일 역시 존재한다. 17번 지구의 주변에는 운하들도 있는데, 대부분의 도시 내부의 운하는 콤바인에 의해 물이 제거되어 말라 바닥이 드러나 있다. 그러나 공업 지역과 연결된 운하는 수심이 얕고 일부 지역은 유독 물질로 오염되어 있지만 사용 가능한 상태로 남아 있다.

### 블랙 메사 동부
블랙 메사 동부(Black Mesa East)는 지명이다. 게임상에서는 17번 지구 바깥 운하에 건설되어 있는 것으로 알려져 있다. 주로 지하에 많이 건설되어 있다.
블랙 메사 동부는 블랙 메사 연구소와는 다른 지역이다. 블랙메사 동부는 보통 반시민군의 기지로 활용된다. 일라이 밴스와 주디스 모스맨 박사 등이 일하고 있고, 몇몇 반시민들과 보르티곤트도 볼 수 있다. 블랙 메사 동부 안에는 젠 샘플과 일라이의 전 부인인 아이지엔의 사진이 있다. 크리메이터라는 하프라이프 2에서 삭제된 콤바인 관련 몬스터의 머리도 있다. (당시 일라이는 그것을 알릭스가 가져왔다고 하며, 자신은 아직도 무엇인지 모르겠다고 한다.) 블랙 메사 동부 안에는 레이븐홈으로 가는 통로가 있으며 공습 중에 알릭스와 갈라져, 탈출하는 길이 된다.

### 레이븐홈
레이븐홈(Ravenholm)은 가상의 마을이다.
이전에는 광산 마을이었으며, 후에 반시민의 저항 거점이 되었다. 원래는 콤바인의 압정을 피해서 17번 지구를 탈출한 사람들이 모여 사는 곳이었다. 그러나 이 피난민 마을은 콤바인들에게 발각되었고 헤드크랩 로켓 폭격을 받았으며, 결국 고든 프리맨이 도착했을 때는 좀비가 우글거리는 마을이 되어 있었다.
이 마을은 주로 콘크리트와 나무, 그리고 슬레이트로 만들어진 집들로 이루어져 있으며, 이 건물들에게서는 희미하게 동유럽 건축 양식이 보인다. 그리고 소련 치하의 시대의 아파트 등도 곳곳에서 발견된다. 
고든 프리맨이 도착했을 때 남아 있던 생존자는 그레고리 신부가 유일했다. 그는 고든이 도착했을 때, 좀비를 잡기 위해 함정을 설치하거나 좀비들을 사냥하고 있었으며(그는 그 사냥을 '구원'이라고 칭했다), 고든에게 산탄총을 넘겨 주며 조언을 하고, 고든이 광산으로 갈 수 있도록 도움을 준다.
마을 외곽에 성당이 있으며, 이곳에서 좀 떨어진 곳에 공동 묘지와 납골당, 그리고 광산 입구가 자리잡고 있다. 그러나 광산 역시 지금은 헤드크랩과 좀비의 온상이다.

### 노바 프로스펙트
노바 프로스펙트(Nova prospekt)는 개조 시설 및 집단 수용 시설이다.
하프라이프 2의 챕터이자 배경이 되는 지명이다. 콤바인이 지구를 7시간 전쟁을 통해 침략한 이후, 전 인류의 노예화 계획을 추진하기 위해 손을 쓰기 시작하는데, 이때 건설한 것이 노바 프로스펙트이다. 그들은 전 지구에 흩어져 있는 지식인들을 끌어모아 노바 프로스펙트에서 인류에 대한 모든 정보를 캐내도록 하고, 그로 하여금 콤바인이 지구에 대한 정보를 더 효율적으로 습득하여 지구의 통치를 효과적으로 할 수 있도록 했다. 그리고 보르티곤트를 비롯하여 수많은 사람들을 콤바인의 노예로 만들었다. 그 이후론 콤바인에 대적하는 범법자 및 반시민들을 수용하는 시설이 되었다.
게임 중에선 다른 외계종족인 개미귀신의 서식지와 위치가 가까운 탓에, 그로 인한 공격을 항시 받아온 것으로 보인다. 그리고 고든 프리맨이 개미귀신과 함께 노바 프로스펙트의 병력을 몰살시킨 사건은 그 며칠 후 일어나는 반시민들의 혁명을 불러일으키는데 일조한다.  

### 화이트 포레스트
화이트 포레스트(White Forest)는 지명이다.
고든 프리맨과 알릭스 밴스가 하프라이프 2: 에피소드 1에서의 요새 대폭발에서 살아남은 이후, 그들은 먼저 피신해 있던 일라이 밴스의 일행과 합류하기 위해 17번 지구의 외곽에 위치한 화이트 포레스트로 향하게 된다. 일라이 일행은 시타델의 폭발로 말미암은 슈퍼 포털 폭풍을 저지하기 위해 화이트 포레스트에 버려져 있던 미사일 기지에서 로켓 위성 발사를 계획중이었고, 고든과 알릭스는 그 발사를 위해 돌아가야 했다.
이 와중에 알릭스가 치명상을 입는데, 보르티곤트가 그녀의 치명상을 치료하던 도중 나타난 G맨이 알릭스를 무사히 화이트 포레스트로 인도하라고 말한다. 이것을 보면 슈퍼 포털 폭풍이 활성화를 일으키는 것도 G맨에겐 내키지 않은 사실이었음엔 분명하다. 곧이어 그는 자신에게는 지켜야 할 규정이 있다면서 그 이상으로 두 사람을 지켜봐주는 것은 불가능하다고 했다.

## 기타 장소

### 세인트 올가
세인트 올가(St. Olga)는 하프라이프 2: 로스트 코스트 게임의 주 무대이다.
실제로는 17번 고속도로에서 G맨에 의해 세인트 올가로 텔레포트가 될 예정이었지만 삭제되었고 나중에 이는 밸브사의 신 기술 HDR광효과를 테스트하기 위한 작은 모드인 로스트 코스트로 다시 부활하였다. 그 증거는 로스트 코스트는 "잃어버린 해안"이라는 뜻이다. 17번 고속도로의 맵 이름은 "코스트(Coast)"다.
세인트 올가는 마을 크기는 크지만 인구는 몇명되지 않을 것으로 추정된다. 세인트 올가는 콤바인 점령 지역이라고 한다. 헤드크랩 로켓을 제작하였던 곳으로 추정된다. 